# Tetri Giorgi
Tetri Giorgi (gruz. თეთრი გიორგი) - gruzińska emigracyjna organizacja polityczno-wojskowa w okresie międzywojennym i podczas II wojny światowej
Nazwa pochodziła od osoby biblijnego św. Jerzego. Organizacja powstała we Francji w 1925 r. Założyli ją Gruzini, którzy uciekli z Gruzji po zajęciu jej przez wojska bolszewickie na pocz. 1921 r. Na jej czele stanął gen. Leo Kereselidze. W kierownictwie zasiadali prof. Michaił Cereteli, płk Szałwa Magłakelidze, Aleksander Manweliszwili, Grigoł Robakidze, Wiktor Nozadze, Kalistrat Salia. Program zawierał hasła wyzwolenia Gruzji spod panowania bolszewickiego. W tym celu do sowieckiej Gruzji zostały przerzucone co najmniej 3 grupy konspiracyjne. Pierwsza, kierowana przez Ewgena Gwaładze, udała się już w 1926 r., działając tajnie aż do 1937 r. Druga grupa na czele z płk. Aleksandrem Czawczawadze, operowała w latach 1928–1930. Podczas II wojny światowej działacze Tetri Giorgi nawiązali bliskie kontakty z nazistami, przenosząc kierownictwo do Berlina. Funkcję przewodniczącego pełnił wówczas prof. M. Cereteli. W 1942 r. w skład organizacji weszła grupa działaczy wyznających narodowy socjalizm pod wodzą Giurgu Magaliszwili, co doprowadziło do zmiany nazwy na Gruzińska Partia Narodowo-Socjalistyczna Tetri Giorgi. Działacze organizacji zamierzali powrócić do Gruzji, po jej wyzwoleniu przez wojska niemieckie. Przerzucono wówczas do Gruzji trzecią grupę konspiracyjną na czele z pisarzem Czabuą Amiredżibi, której zadaniem było wywołanie antybolszewickiego powstania wśród Gruzinów, do czego jednak nie doszło z powodu aresztowania dowódcy w kwietniu 1944 r. Po zakończeniu wojny działalność organizacji zamarła.